# Karl Lindahl
Karl Håkan Einar Lindahl (10 mars 1874 à Jönköping – mort le 12 avril 1930 à Helsinki) est un architecte finlandais d'origine suédoise.
Son style est d'abord Art nouveau, puis néoclassique.

## Biographie
La famille Lindahl passe les étés en Finlande avant de déménager complètement de Suède en Finlande. 
En 1898, Lindahl obtient son diplôme d'architecte de l'école  polytechnique d'Helsinki puis dès 1899, il est architecte dans le cabinet de Lars Sonck à Helsinki. 
Au début du XXe siècle, il ouvre un cabinet avec  Valter Thomé, puis chacun créera son propre cabinet.
Lindahl est l'un des fondateurs de la ville de Kulosaari en 1907 et du groupe de villas de Suvisaaristo à Espoo en 1910.
Lindahl construit également sa propre villa à Bergö, Suvisaaristo en 1912. Lindahl conçut plusieurs villas de pêcheurs à Suvisaaristo, une auberge de jeunesse en 1913 et la villa Zilliacus datant de 1910.
Il a également conçu plusieurs bâtiments d'usines à Varkaus, Forssa, Karhula et Kotka.

## Ouvrages
- 1901 Halle du marché d'Oulu[1]
- 1903 Lönnrotinkatu 29, Helsinki[1]
- 1903 Bâtiment de Enso-Gutzeit, Kotka[1]
- 1905 Maison des Éditions Otava, Helsinki[1]
- 1907 Villa Peter, Pietarinkatu 22 – Huvilakatu 13–15, Helsinki[2]
- 1908 Paasitorni, Helsinki[3]
- 1908 Immeuble Annankatu 22 – Kalevankatu 14, Helsinki
- 1908 Uudenmaankatu 10–12, Helsinki[1]
- 1909 Villa Pelander, Kauniainen
- 1909 Douane, Pietarsaari
- 1910 Villa Gunnarsberg, Kauniainen
- 1910 Villa Zilliacus, Espoo
- 1911 Immeuble, Albertinkatu 21 – Uudenmaankatu 35, Helsinki
- 1911 Immeuble, Uudenmaankatu 11, Helsinki
- 1911 Immeuble, Puistokatu 5 – Raatimiehenkatu 2a, Helsinki
- 1912 Eteläranta 20 – Eteläesplanadi 2, Helsinki
- 1912 Ehrensvärdintie 25 – Engelinaukio 9, Helsinki
- 1912 Immeuble, Puistoranta Raatimiehenkatu 2b – Pietarinkatu 2, Helsinki
- 1915 Immeuble, Lapinlahdenkatu 11, Helsinki
- 1921 Centrale hydroélectrique de Finlayson, Forssa
- 1924 Immeuble, Uudenmaankatu 8, Helsinki
- 1927 Ahlströmin puuhiomo, Karhula
- 1927 Centrale hydroélectrique de Korkeakoski
- 1927 Villa Honkala (modifications), Pori
- 1928 Immeuble Punavuorenkatu 19, Helsinki
- 1929 Köydenpunojankatu 4b, Helsinki
- 1930 Villa Solvik, Pihlava, Pori
- 1933 Centrale hydroélectrique de Ahvenkoski, Pyhtää.

## Galerie

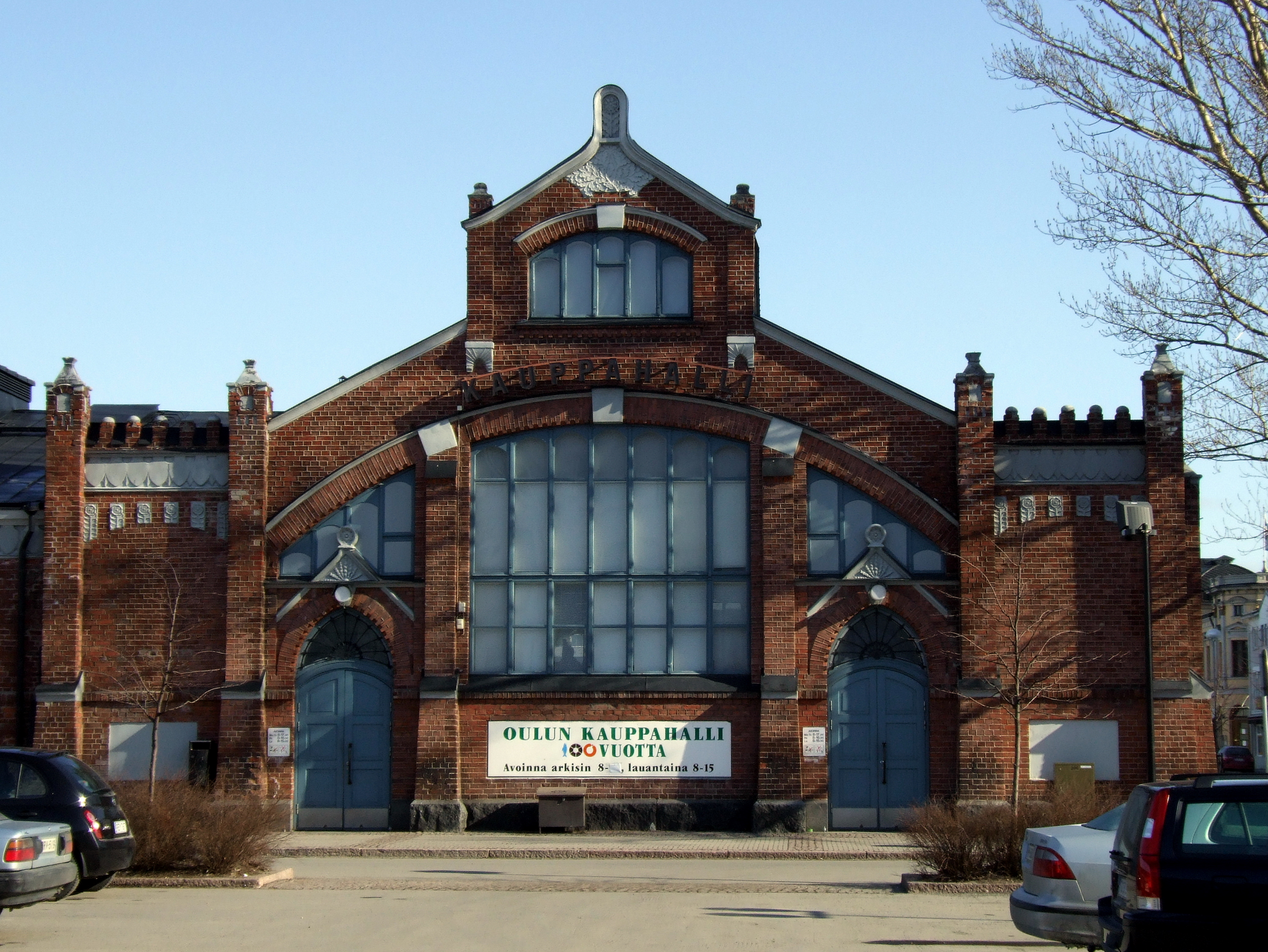
Halle du marché d'Oulu.
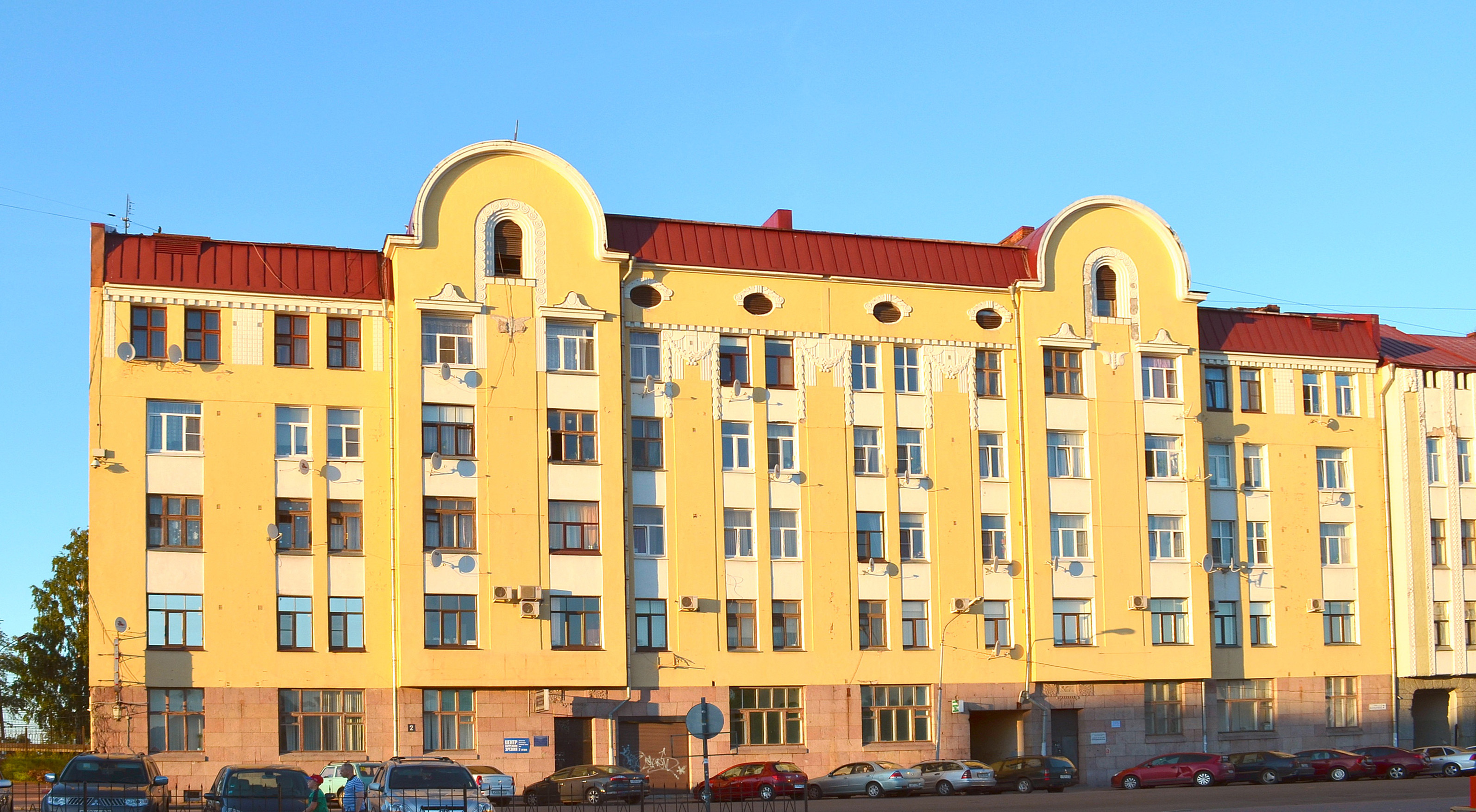
Rautatiekatu 2, Viipuri.
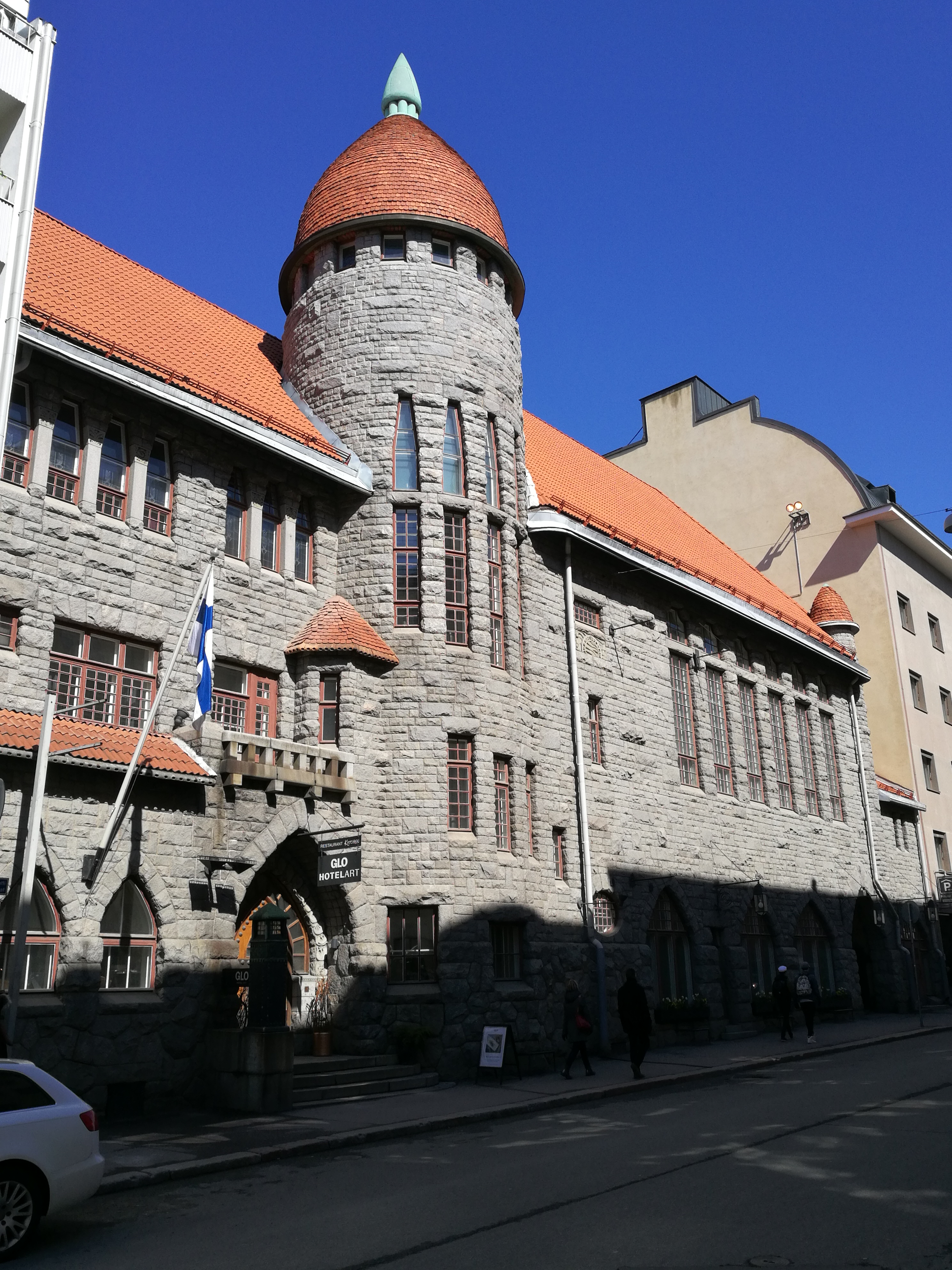
Lönnrotinkatu, 29, Helsinki.
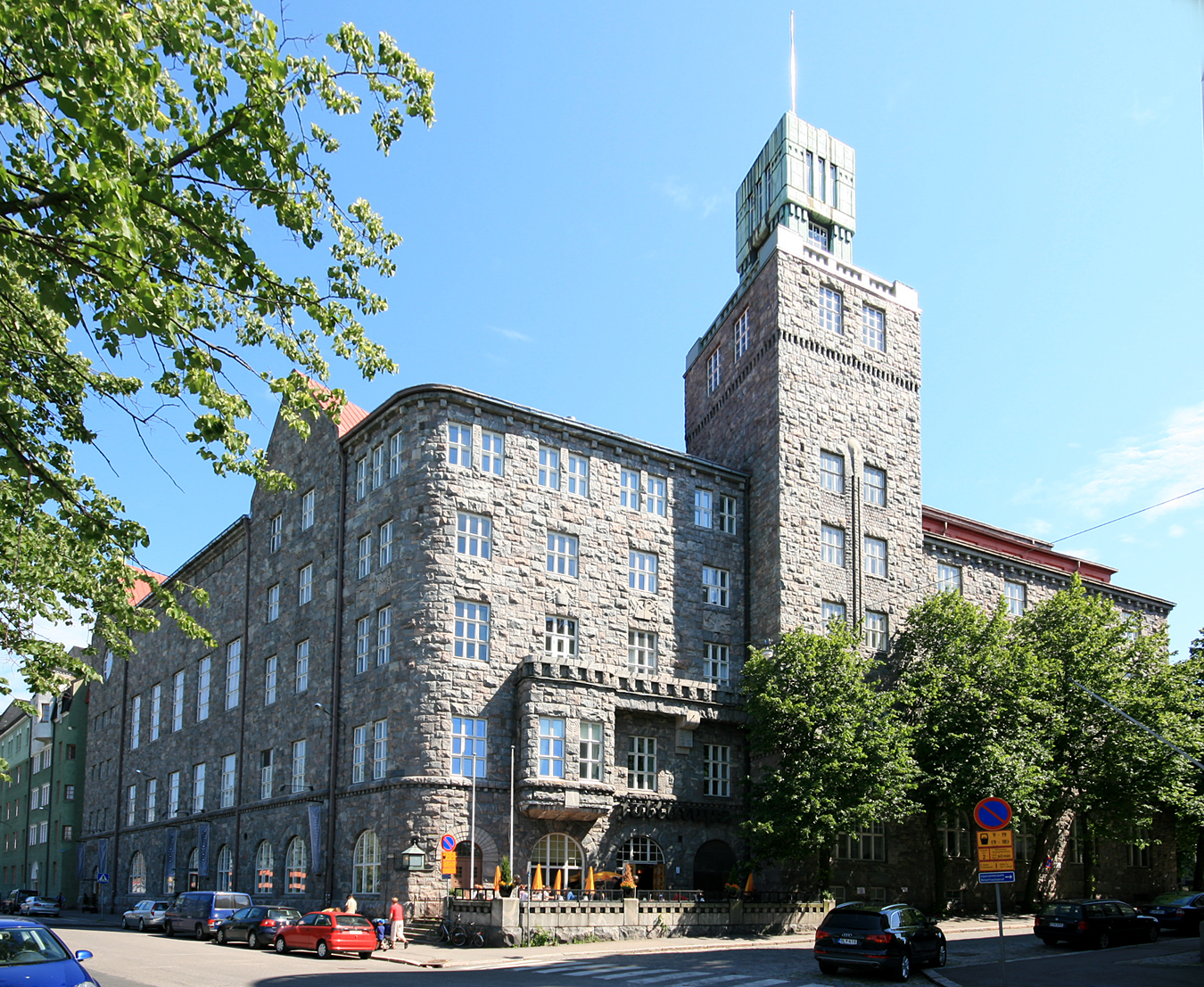
Maison du peuple à Helsinki.

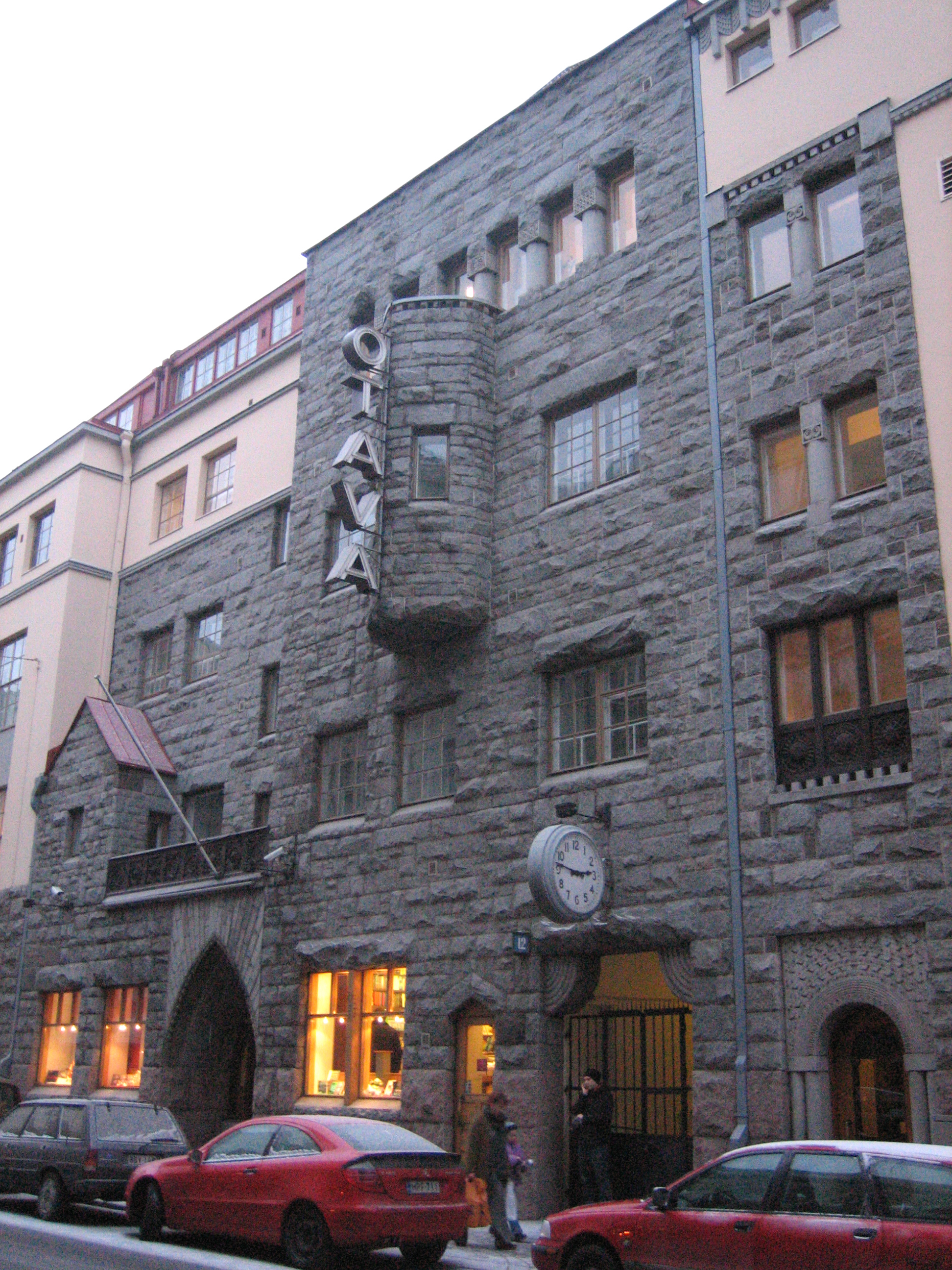
Siège des éditions Otava à Helsinki.
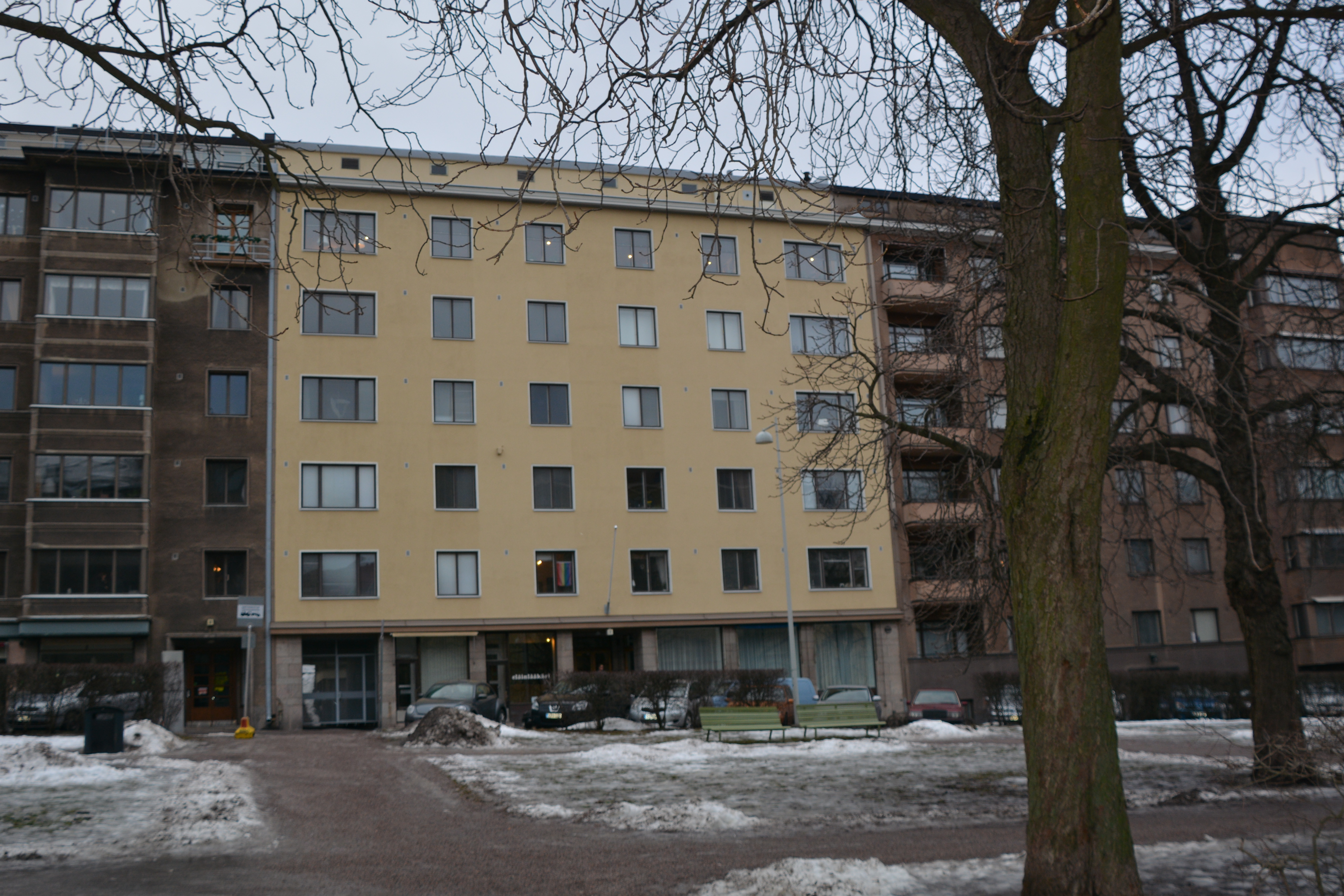
Pohjoinen hesperiankatu 7, Helsinki.
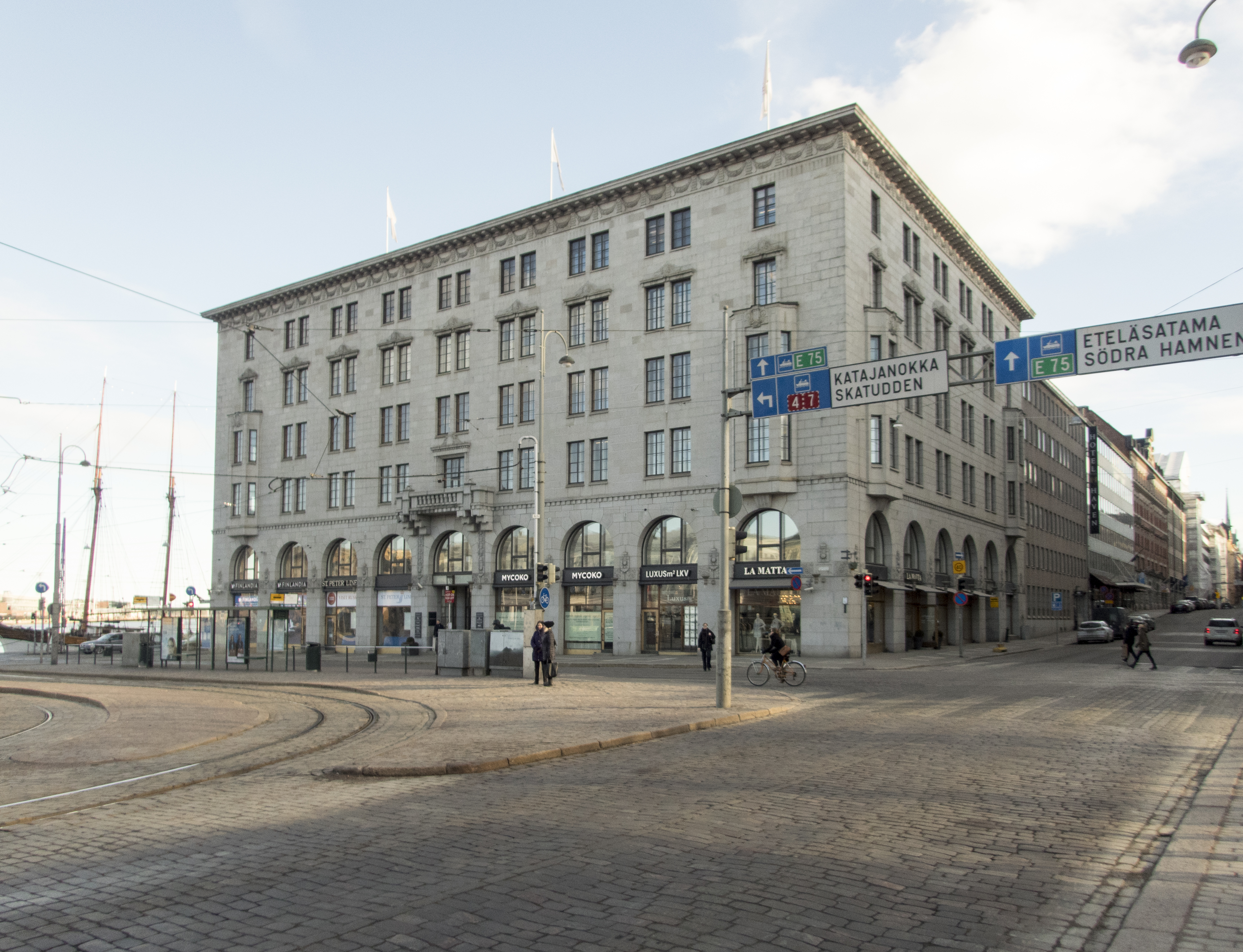
Eteläesplanadi 2, Helsinki.
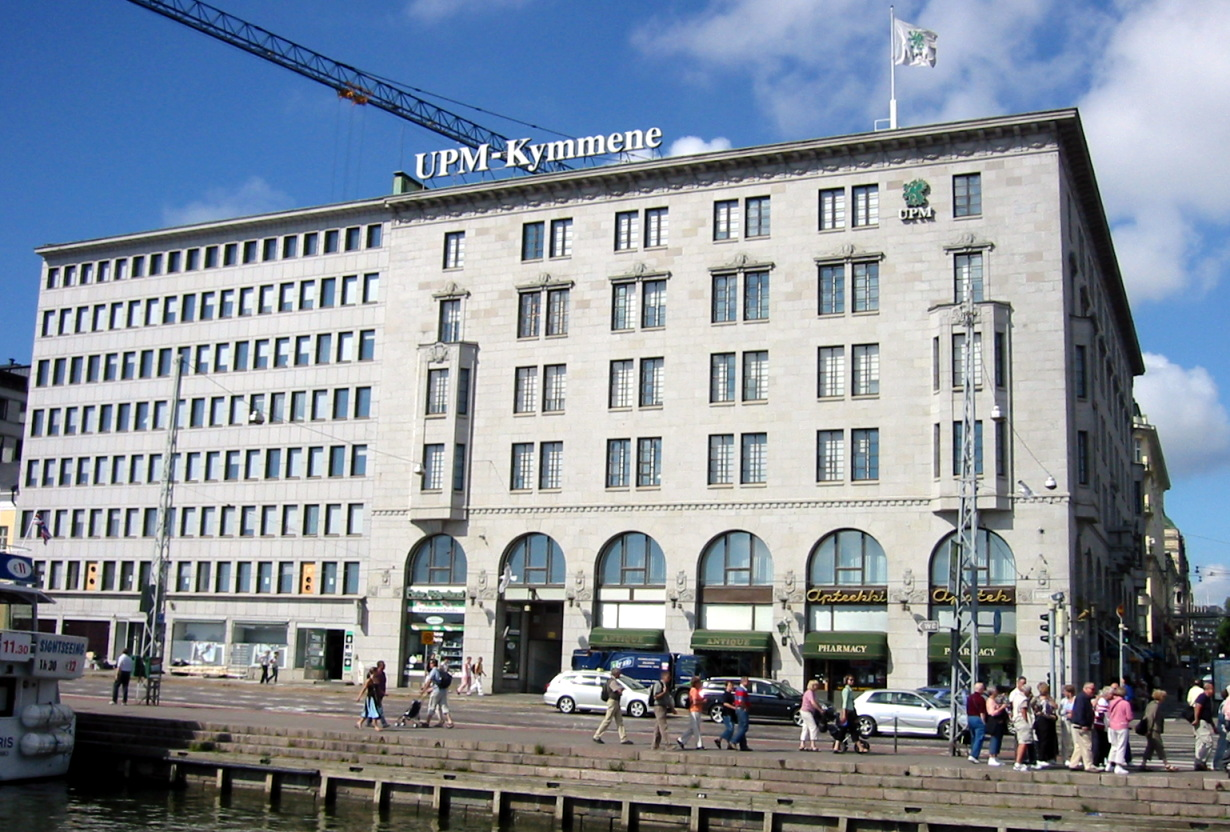
Siège de UPM-Kymmene, Helsinki.